# Blok Zawodowych Artystów Plastyków

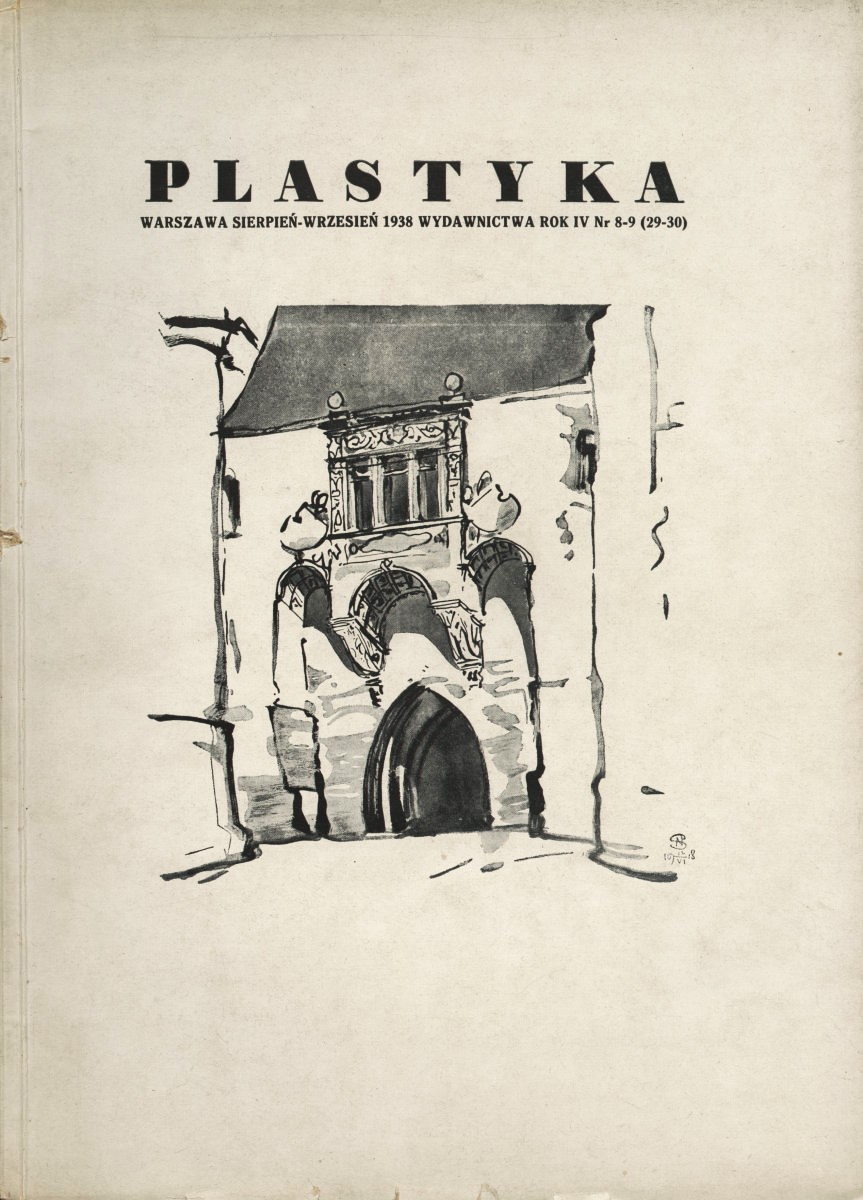
Czasopismo BZAP „Plastyka”, nr 8–9, 1938

Blok Zawodowych Artystów Plastyków (BZAP) – polskie stowarzyszenie artystyczno–zawodowe, zrzeszające twórców w dziedzinie sztuk plastycznych. Działało w latach 1934–1939. M.in. organizowało wystawy pn. „Salony Bloku Polskich Artystów Plastyków”.

## Historia i profil
Stowarzyszenie zostało powołane w 1934. Reprezentowało tendencje narodowościowe i tradycjonalistyczne. Powstało z inicjatywy Tadeusza Pruszkowskiego – malarza i animatora życia artystycznego. Znaczącą rolę w jego powołaniu odegrał też Edmund Bartłomiejczyk. Nowa organizacja była efektem zjednoczenia (bez utraty możliwości działania pod własnym szyldem) takich formacji jak Stowarzyszenie Polskich Artystów Grafików „Ryt”, „Bractwo św. Łukasza”, Spółdzielnia Artystów Ład, „Forma”, „Szkoła Warszawska”, „Loża Wolnomalarska” oraz „Czerń i Biel”. Przyświecało mu hasło: „Sztuka wszędzie i dla wszystkich”, które w sposób demokratyczny i optymistyczny zarazem, zapowiadało próbę – niepodejmowaną dotychczas – przekazania sztuki elitarnej o wysokiej wartości artystycznej w wersji popularnej, lecz nie stymulowanej przez modę, i przystępnej dla każdego odbiorcy.

Tadeusz Pruszkowski: Blok nie zrzesza zwolenników ani wyznawców jednej wspólnej idei artystycznej. (...) nie tworzy ani nie przystępuje do żadnego kierunku, nie popiera żadnego specjalnego rodzaju sztuki, nie odmawia prawa do życia żadnym poczynaniom, nie grzmi na żaden program. (...) Blok staje w obronie swobody artysty w uprawianiu swego kunsztu, wysoko ceni jednostkowe indywidualne poczynania w sztuce, dąży do podniesienia poziomu umiejętności technicznej, sprzyja wykorzystywaniu tradycji, nie czyni różnic hierarchicznych między malarstwem, rzeźbą, architekturą, grafiką, sztuką wnętrza i pochodnemi.
Blok przeciwstawia się w formie przyzwoitej masowym międzynarodowym tendencjom mającym za oparcie modę. Blok pragnie przyczynić się do stworzenia atmosfery w jakiej sztuki plastyczne mogłyby odrodzić się w sile i znaczeniu jakie posiadały w okresach dawnych.

BZAP miał swój organ prasowy, którym było czasopismo „Plastyka”. Zaczęło się ukazywać w 1934 wraz z powstaniem stowarzyszenia. W 1936 redaktorem naczelnym był Mieczysław Szulz. Zarząd Wydawnictwa „Plastyka” tworzyli: Halina Kenarowa, Edward Manteuffel, Władysław Wincze i Roman Schneider – współzałożyciel pisma.
Ugrupowaniem konkurencyjnym dla BZAP był Blok Zawodowy Polskich Artystów Plastyków.

## Wybrani członkowie
Stanisław Appenzeller, Eugeniusz Arct, Edmund Bartłomiejczyk, Julian Bohdanowicz, Włodzimierz Bartoszewicz, Michał Bylina, Bolesław Cybis, Edward Czerwiński, Zygmunt Glinicki, Jan Gotard, Janina Herget, Kazimierz Jodzewicz, Mieczysław Jurgielewicz, Michalina Krzyżanowska, Jeremi Kubicki, Edward Manteuffel, Antoni Michalak, Kazimierz Mleczko-Korczak, Lech Niemojewski, Janusz Podoski, Wiktor Podoski, Tadeusz Pruszkowski, Janina Rak, Teresa Roszkowska, Adam Rychtarski, Marian Sigmund, Roman Schneider, Józef Szperber, Antoni Uniechowski, Władysław Wincze, Jerzy Wolff, Władysław Wołkowski, Jan Zamoyski, Kazimierz Zielenkiewicz.